# Лёкен, Карл Петтер
Карл Петтер Лёкен (норв. Karl Petter Løken; род. 14 августа 1966, Карлскуга, Эребру) — норвежский футболист, нападающий. Известен по выступлениям за «Русенборг» и сборной Норвегии. Участник чемпионата мира 1994 года.

## Клубная карьера
Лёкен воспитанник клуба «Русенборг». Почти всю свою карьеру Карл провёл в этой команде. Вместе с «Русенборгом» он семь раз выиграл Типпелигу и четыре раза завоевал Кубок Норвегии. В 1991 году он забил 12 мячей и стал лучшим бомбардиром национального первенства. В клубе он выступал на протяжении 11 сезонов. В 1996 году Лёкен перешёл в «Стабек», где по окончании сезона завершил карьеру.

## Международная карьера
14 января 1987 года в товарищеском матче против сборной Болгарии Карл дебютировал за сборную Норвегии. В 1994 году Лёкен был включен в заявку национальной команды на участие в Чемпионате мира в США. На турнире он был запасным и не сыграл ни минуты.

## Статистика

### Матчи Лёкена за сборную Норвегии
| Матчи Лёкена за сборную Норвегии | Матчи Лёкена за сборную Норвегии | Матчи Лёкена за сборную Норвегии | Матчи Лёкена за сборную Норвегии | Матчи Лёкена за сборную Норвегии | Матчи Лёкена за сборную Норвегии |
| -------------------------------- | -------------------------------- | -------------------------------- | -------------------------------- | -------------------------------- | -------------------------------- |
| №                                | Дата                             | Соперник                         | Счёт                             | Голы Лёкена                      | Соревнование                     |
| 1                                | 14 ноября 1987                   | Болгария                         | 0:4                              | —                                | Олимпийские игры 1988 (отбор)    |
| 2                                | 18 ноября 1987                   | Турция                           | 0:0                              | —                                | Олимпийские игры 1988 (отбор)    |
| 3                                | 1 июня 1988                      | Ирландия                         | 0:0                              | —                                | Товарищеский матч                |
| 4                                | 28 июля 1988                     | Бразилия                         | 1:1                              | —                                | Товарищеский матч                |
| 5                                | 9 августа 1988                   | Болгария                         | 1:1                              | —                                | Товарищеский матч                |
| 6                                | 14 сентября 1988                 | Шотландия                        | 1:2                              | —                                | Чемпионат мира 1990 (отбор)      |
| 7                                | 19 октября 1988                  | Италия                           | 1:2                              | —                                | Товарищеский матч                |
| 8                                | 2 ноября 1988                    | Кипр                             | 3:0                              | —                                | Чемпионат мира 1990 (отбор)      |
| 9                                | 4 ноября 1988                    | Чехословакия                     | 2:3                              | —                                | Товарищеский матч                |
| 10                               | 22 февраля 1989                  | Греция                           | 2:4                              | —                                | Товарищеский матч                |
| 11                               | 2 мая 1989                       | Польша                           | 0:3                              | —                                | Товарищеский матч                |
| 12                               | 21 мая 1989                      | Кипр                             | 3:1                              | —                                | Чемпионат мира 1990 (отбор)      |
| 13                               | 31 мая 1989                      | Австрия                          | 4:1                              | 1                                | Товарищеский матч                |
| 14                               | 14 июня 1989                     | Югославия                        | 1:2                              | —                                | Чемпионат мира 1990 (отбор)      |
| 15                               | 23 августа 1989                  | Греция                           | 0:0                              | —                                | Товарищеский матч                |
| 16                               | 5 сентября 1989                  | Франция                          | 1:1                              | —                                | Чемпионат мира 1990 (отбор)      |
| 17                               | 11 октября 1989                  | Югославия                        | 0:1                              | —                                | Чемпионат мира 1990 (отбор)      |
| 18                               | 4 февраля 1990                   | Республика Корея                 | 3:2                              | —                                | Товарищеский матч                |
| 19                               | 7 февраля 1990                   | Мальта                           | 1:1                              | —                                | Товарищеский матч                |
| 20                               | 27 марта 1990                    | Северная Ирландия                | 3:2                              | —                                | Товарищеский матч                |
| 21                               | 6 июня 1990                      | Дания                            | 1:2                              | —                                | Товарищеский матч                |
| 22                               | 14 ноября 1990                   | Кипр                             | 3:0                              | —                                | Чемпионат Европы 1992 (отбор)    |
| 23                               | 17 апреля 1991                   | Австрия                          | 0:0                              | —                                | Товарищеский матч                |
| 24                               | 23 мая 1991                      | Румыния                          | 1:0                              | —                                | Товарищеский матч                |
| 25                               | 5 июня 1991                      | Италия                           | 2:1                              | —                                | Чемпионат Европы 1992 (отбор)    |
| 26                               | 8 августа 1991                   | Швеция                           | 1:2                              | —                                | Товарищеский матч                |
| 27                               | 28 августа 1991                  | СССР                             | 0:1                              | —                                | Чемпионат Европы 1992 (отбор)    |
| 28                               | 30 октября 1991                  | Венгрия                          | 0:0                              | —                                | Чемпионат Европы 1992 (отбор)    |
| 29                               | 13 ноября 1991                   | Италия                           | 1:1                              | —                                | Чемпионат Европы 1992 (отбор)    |
| 30                               | 13 мая 1992                      | Фарерские острова                | 2:0                              | —                                | Товарищеский матч                |
| 31                               | 9 марта 1994                     | Уэльс                            | 3:1                              | —                                | Товарищеский матч                |
| 32                               | 20 апреля 1994                   | Португалия                       | 0:0                              | —                                | Товарищеский матч                |
| 33                               | 16 августа 1995                  | Чехия                            | 1:1                              | —                                | Чемпионат Европы 1996 (отбор)    |
| 34                               | 6 сентября 1995                  | Чехия                            | 0:2                              | —                                | Чемпионат Европы 1996 (отбор)    |
| 35                               | 11 октября 1995                  | Англия                           | 0:0                              | —                                | Товарищеский матч                |
| 36                               | 15 ноября 1995                   | Нидерланды                       | 0:3                              | —                                | Чемпионат Европы 1996 (отбор)    |

Итого: 36 матчей / 1 гол; 10 побед, 13 ничьих, 13 поражений.

## Достижения
Командные
«Русенборг»
- Чемпион Норвегии (7): 1988, 1990, 1992, 1993, 1994, 1995, 1996.
- Обладатель Кубка Норвегии (4): 1988, 1990, 1992, 1995.

Индивидуальные
- Лучший бомбардир Чемпионата Норвегии — 1991